# Gustavo Alberto Nuñez
Gustavo Nuñez (Buenos Aires, 9 de enero de 1976) es un exfutbolista argentino surgido de las divisiones inferiores del Club Atlético Talleres de Remedios de Escalada. Jugaba de defensor.

## Clubes
| Club                                        | País      | Año       |
| ------------------------------------------- | --------- | --------- |
| Talleres (RdE)                              | Argentina | 1995-1998 |
| Independiente                               | Argentina | 1998-2002 |
| San Martín de Mendoza                       | Argentina | 2002-2003 |
| 12 de Octubre (Itauguí)                     | Paraguay  | 2003      |
| All Boys                                    | Argentina | 2004      |
| Gimnasia y Esgrima (Concepción del Uruguay) | Argentina | 2004-2005 |
| Temperley                                   | Argentina | 2005-2007 |
| Atlanta                                     | Argentina | 2007      |
| El Linqueño                                 | Argentina | 2008      |
| Sarmiento de Junín                          | Argentina | 2009      |
| El Linqueño                                 | Argentina | 2009-2014 |